# Echemographis
Echemographis là một chi nhện trong họ Gnaphosidae.